# 皖北
皖北是指中国安徽省北部地区，广义的皖北通常包括位于长江以北的合肥市、巢湖市、滁州市、安庆市、六安市、淮南市、淮北市、阜阳市、亳州市、宿州市、蚌埠市等。
皖北地区的水系分为淮河流域和长江流域，而现在狭义的皖北往往指代的是淮河流域诸地市，包括淮南市、蚌埠市、淮北市、阜阳市、亳州市、宿州市，长江流域诸地市，包括合肥市、巢湖市、滁州市、安庆市、六安市，一般被称为皖江地区或者皖中。